# Zulia Fútbol Club
El Zulia Fútbol Club fue un club de fútbol profesional venezolano que tenía sede en Maracaibo, estado Zulia. Jugaba en la Primera División de Venezuela y disputaba sus partidos como local en el Estadio José Encarnación Romero, utilizando en algunas ocasiones como sede alterna el Estadio Lino Alonso. Los colores que identificaron al club son los mismos de la bandera del estado Zulia: el azul predominante y el negro. El club se fundó el 30 de junio de 2005 y empezó a jugar en la Segunda División B de Venezuela en la temporada 2006-07, ascendieron a la Segunda División de Venezuela en la temporada 2007-2008 y finalmente, subieron a la máxima liga del balompié venezolano en la temporada 2008-09. A principios de 2023 el club se fusionó con el Deportivo Rayo Zuliano, dejando de existir como equipo de fútbol y otorgando así su puesto en la Primera División para la temporada 2023. 
En febrero de 2023, un grupo de aficionados fundaron el «Zulia Football Club» en honor al extinto club zuliano, en un intento de preservar la identidad de este último. Dicho club hace vida en la Liga de Desarrollo Maracaibo Oeste, de categoría amateur.

## Historia
El Zulia Fútbol Club nació el 30 de junio de 2005 con el nombre Sport Zulia, desde la raíz del fútbol profesional de Venezuela, con el deseo y el anhelo en un objetivo claro: alcanzar la Primera División y convertirse en ícono regional y nacional.
Tras varios años de lucha y arduo trabajo, el Zulia se tituló campeón en la Segunda División B en la temporada 2006-07, logrando el ascenso a Segunda División, donde también se coronaría campeón absoluto en la temporada siguiente, la 2007-08, logrando así su promoción a la máxima categoría del balompié nacional.
Su debut oficial en Primera fue el 10 de agosto de 2008, ante el Carabobo Fútbol Club, en la ciudad de Valencia, duelo que se saldó con derrota petrolera por 1-0. Una semana más tarde, el 17 de agosto, Zulia alcanzó su primer triunfo en la máxima categoría, nada más y nada menos que ante el multicampeón Caracas Fútbol Club, en calidad de visitante, al batirlo con un contundente 0-2. En su primera temporada en la categoría de oro, la 2008-2009, consiguieron el quinto puesto.
En su siguiente campaña en Primera División, el cuadro negriazul se convirtió en el único representante del estado Zulia en la máxima categoría. En esta temporada finalizaron en la sexta posición, a tres puntos de conseguir la clasificación a la Copa Sudamericana 2010.

### Decaída y al borde del descenso
La siguiente temporada resultó ser una de las más grises de la joven historia zuliana, ya que el club finalizó en la decimocuarta posición de la Tabla Acumulada 2010-11.
En la campaña 2011-12, bajo la dirección del colombiano Álex García, el Zulia finalizó en la quinta posición del campeonato venezolano, siendo el segundo equipo menos goleado, con solo 33 dianas encajadas en 34 duelos disputados, y logrando la clasificación a la Serie Pre-Sudamericana.
En la primera ronda del clasificatorio al torneo internacional, Zulia cayó en el partido de ida por 5-0 contra el Deportivo Táchira.
En el partido de vuelta, los petroleros vencieron por 3-0 pero el marcador no bastó para evitar la eliminación a manos del cuadro aurinegro. En la zafra 2012-13, el Zulia no logró pasar de la casilla 13 de la Tabla Acumulada, por lo que no pudo disputar la Serie Pre-Sudamericana, algo que se repetiría en la zafra 2013-2014, cuando finalizó en la posición 14.

### El Nuevo Zulia
Luego del Torneo Apertura más decepcionante de la historia del club, en 2014, al finalizar 17.º con tan solo 11 unidades, una nueva directiva, encabezada por el otrora seleccionador vinotinto César Farías como Presidente y el exitoso dirigente deportivo Domingo Cirigliano Martínez como Vicepresidente, adquirieron la mayoría accionaria del club y se le dio paso a "El Nuevo Zulia", que debutó en 2015 con empate de visitante 0-0 ante Deportivo Petare y una victoria 1-0 ante Atlético Venezuela en el Pachencho Romero, ante más de 10.000 espectadores, marcando un antes y un después en la existencia del conjunto petrolero. Tras un arranque fenomenal, El Nuevo Zulia logró huirle al fantasma del descenso, quedando décimo en la clasificación del Torneo Clausura 2015, producto de seis victorias y tres empates, cosechando 21 puntos. Una cifra que aunada a las 11 unidades concretadas en el Apertura 2015, materializarían la ansiada salvación del Zulia, de la mano de su nueva directiva. Con Carlos Horacio Moreno en el banquillo, el Torneo Adecuación 2015 significaría el verdadero despegue deportivo del club de La Victoria, posicionándose entre la élite del país. En un campeonato que estrenaba nuevo formato en Venezuela, el Zulia accedería al novedoso octogonal final como cuarto mejor clasificado, firmando la mejor campaña de su historia con 33 unidades, producto de 8 victorias y dos empates. Para la parte final del certamen, Juan Domingo Tolisano, asumiría la dirección técnica. El petrolero se despediría de forma invicta en los cuartos de final ante el Aragua, apeado únicamente por la plusvalía del gol como visitante marcado por los aurirrojos. Seis meses más tarde, una ola de cambios sustanciales en la plantilla “petrolera”, en la que resaltaría la adquisición de tres futbolistas extranjeros de buenos pergaminos en el balompié argentino, se llevaría a cabo para el año 2016. Para el Apertura 2016 el conjunto negriazul empieza a usar indumentaria hecha por la empresa venezolana Sport Jugados, el año empieza mal con una derrota 1-3 ante el Deportivo Táchira en Maracaibo con una asistencia de 10.300 personas. Luego empieza una seguidilla de derrotas y empates ante Trujillanos FC, Atlético Venezuela, etc. El 10 de abril de 2016 rompen la mala racha sin lograr el triunfo ante el Carabobo al derrotarlos 1-0 en casa. Llegaría el momento más esperado por la afición zuliana, el "Derby Del Lago", contra sus rivales regionales el Deportivo JBL, donde perderían ese partido 0-1 ante las más de 8.000 almas que vivieron el encuentro en el coloso marabino. Ganarían en Mérida contra Estudiantes 0-2 manteniendo vivas las esperanzas para entrar en la Liguilla Final. El 1 de mayo se jugaba un partido muy importante para el Zulia, se enfrentaba al ACD Lara por la Jornada 18, el partido empezaba mal para los petroleros, un gol de Gómez del Lara al minuto 9 dictaba remontada, en el minuto 27 el goleador del negriazul, Jesús González, ponía en tablas el encuentro. En la segunda mitad aparecía el argentino Luciano Guaycochea con un pase de la muerte al punto penal que desvía la defensa y se cuela en el arco del guardameta larense, para sentenciar al encuentro aparecía el muchacho de 19 años Jefferson Savarino para sentenciar el encuentro en el minuto 90+2 del agregado, este resultado ponía al Zulia en el noveno lugar de la tabla, a un punto del Octogonal Final al que no conseguirían ir después de ganarle a Estudiantes Sport Club 0-2 en el Brígido Iriarte pero no consiguiendo la combinación de resultados que los metiera en la instancia final.

### Era dorada y el doblete
En el inicio del Torneo Clausura 2016 empatarían contra Deportivo Táchira en Pueblo Nuevo, aunque este no sería el único empate que tendrían en el futuro cercano, pues encadenarían 4 empates consecutivos en las próximas fechas del torneo. Los petroleros romperían la mala racha de empates contra el Aragua en el Giuseppe Antonelli en un encuentro marcado por una fuerte lluvia durante el primer tiempo, al final conseguirían ganar con marcador de 2-3. En el siguiente partido empatarían nuevamente con Deportivo La Guaira en casa 1-1. Llegaría un buen resultado contra Portuguesa ganando 1-0 en donde el penta dominó el primer tiempo, pero no aprovecharon las ocasiones dándole a Jefferson Savarino la oportunidad de ganar el encuentro con un penal decisivo.
A su vez, en Copa Venezuela venían de golear a Yaracuyanos FC 5-0 (7-1 el global) y pasaban a cuartos de final, donde se enfrentarían a nada más y nada menos que al Deportivo Táchira. El partido de ida se jugó en Maracaibo, el encuentro ganó el petrolero 1-0 con gol de Júnior Moreno. El partido de vuelta lo empezaría ganando el aurinegro con un gol tempranero, al 25', Sergio Unrein empareja las acciones, a partir de aquí las cosas se tornaron color gris para el Zulia FC, ya que el petrolero jugaba con 10 y el Táchira se puso arriba 3-1 y dejaba fuera de la Copa a los zulianos. Todo apuntaba a la eliminación, hasta que el recién ingresado Albert Zambrano anotara el gol salvador al minuto 88'. En la semifinal se enfrentaría al ACD Lara, el partido de ida quedó 0-0 en Maracaibo, el partido de vuelta quedaría en empate 2-2 con goles de Giovanny Romero y Luis Paz, no obstante, por el gol de visitante, el Zulia clasificaría a la final, donde se enfrentaría a Estudiantes de Caracas. La final quedó empatada sin goles, la vuelta se jugó en el “Pachencho” Romero, el cual tuvo una asistencia de casi 18.000 personas, el Zulia FC fue superior todo el partido y con goles del juvenil maravilla Brayan Palmezano y Jesús “Patoncito” González, el petrolero se coronaría campeón de la Copa Venezuela 2016, dando la vuelta olímpica delante de toda su gente.
En la etapa decisiva del Clausura 2016, el Zulia FC se encargaría de dejar en el camino al favorito, Carabobo FC (3-0) en Cuartos y al Caracas FC (3-1) en “Semis”. En la final le tocó enfrentarse al Deportivo Táchira. En la final de ida el Zulia hizo lo suyo al ganar 2-0 en Maracaibo con goles de Jesús “Patoncito” González. En la vuelta, sufrirían los 90 minutos, ya que el Táchira ganaba 2-0, esto condujo a que el partido se decidiera desde el punto penal. Los regionales sumarían un nuevo capítulo de gloria a su breve historia, cuando derrotaron al cuadro aurinegro 6-7 en tanda de penales, silenciando al mítico polideportivo de Pueblo Nuevo. Toda una hazaña para un club poco acostumbrado a lidiar con el sabor de la gloria.
El siguiente domingo se enfrentó al Zamora FC en la definición del campeón absoluto de la Primera División de Venezuela 2016, donde acabaría perdiendo el partido de ida por un marcador de 2-1 con gol de Luciano Guaycochea. Una semana después se volvería a ver en el “Pachencho” Romero de la ciudad de Maracaibo donde el club de Barinas volvió a ganar con el mismo marcador, dejando al Zulia FC con las ganas de su primera estrella. Más allá de las derrotas en la Final Absoluta, el petrolero terminaría la temporada 2016 como Subcampeón Absoluto de Venezuela, y con su primera participación en Conmebol Libertadores totalmente asegurada. 2017 sería el año del debut continental del conjunto zuliano.

### Llegada de Arango y la Libertadores
En enero de 2017, se hace oficial el fichaje del exjugador y excapitán de La Vinotinto Juan Arango y las incorporaciones de Yohandry Orozco, Edixon Cuevas, Renny Vega y el DT Daniel Farías de cara al Torneo Apertura 2017 y a la Copa Libertadores 2017, en el certamen continental quedarían en el grupo 7 con el Club Nacional de Football, CA Lanús y Chapecoense. El debut de Farías en el Apertura empezó con una derrota en casa 1-2 contra Estudiantes de Mérida. La primera victoria de Daniel Farías con el Zulia FC llegaría el partido siguiente donde ganarían 0-2 al Deportivo Anzoátegui. Luego se vino el debut internacional contra un renovado Chapecoense, el cual perdería el negriazul 1-2, el gol petrolero vino en manos de Juan Arango al 77´.
El siguiente partido lo ganaría 0-1 el Zulia con gol de Jefferson Savarino ante nada más y nada menos que Nacional de Montevideo, tricampeón de América. Después de esto se vino una serie de derrotas que complicaban al club, cayendo 5-0 ante el Aragua FC, 1-5 ante Carabobo FC, 5-0 ante CA Lanús y 3-0 ante Trujillanos FC. El petrolero iba en busca de su pase a la Copa Sudamericana, ya que solo optaba quedar de 3.º para obtar a este cupo, jugaba contra el Chape en el Arena Condá, el encuentro lo empezaba ganando Zulia 0-1 con un tanto del capitán Arango al minuto 30, pero el "verdão" aprovechando la expulsión de Héctor Bello al 71´, lo remontó con goles al 90+1 y al 90+2, terminando así con la travesía internacional del Zulia FC. Finalizaron el Torneo Apertura contra Deportivo Táchira ganando 2-0 en Maracaibo, pero el club andino interpuso una demanda debido a que en el segundo tiempo estuvieron en cancha los 4 extranjeros de los negriazules al mismo tiempo, algo que no está permitido en el reglamento del torneo, por lo que terminaron perdiendo aquel encuentro 0-3, sacándolo del Octogonal Final.

### Comienzo de la era de Carlos Maldonado
Desde antes del comienzo del Torneo Clausura, el panorama se veía poco prometedor para los regionales, ya que el equipo estaba lleno de bajas importantes, específicamente 9. Tras un inicio poco prometedor del Torneo Clausura cayendo ante Estudiantes de Mérida, Deportivo Anzoátegui y obteniendo una victoria de local por 2-1 contra Monagas Sport Club, Daniel Farías deja el banquillo del Zulia cayendo 2-1 ante el ACD Lara, para emprender su viaje a Bolivia para dirigir al The Strongest tras la salida de su hermano César, dejando vacante el puesto, que asumió el experimentado Carlos Fabián Maldonado, ex DT del Deportivo Táchira, y ex seleccionado de la 'Vinotinto'. Su estreno en el banquillo zuliano no fue muy bueno al caer en el Olímpico de la UCV contra Caracas 2-1. La primera victoria del conjunto petrolero bajo el mando de Maldonado llegaría contra Titanes Fútbol Club en el Pachencho por la vuelta de los 16.os de final de la Copa Venezuela 2017 con marcador de 3-2 (4-2 en el global). Desde la llegada de "Carlitos" el Zulia FC mejoró su rendimiento y actitud en los partidos, pero eso no alcanzó, ya que las bajas por fecha FIFA y tener que utilizar juveniles afectaban los resultados, el Zulia logró una victoria 0-1 al Deportivo Táchira donde sacaba a su rival del octogonal donde tampoco iba a poder clasificar.
El Torneo Apertura 2018 parecía ser el que le devolvería la gloria al "petrolero", ya que llegaban futbolistas que reforzarían al equipo en todas las líneas, sin embargo los primeros partidos fueron la demostración de un equipo no consolidado, con muchas falencias que al final pagarían. El 2 de abril los medios nacionales e internacionales pusieron los reflectores en el Zulia FC luego de que los jugadores Eduin Quero y David Barreto protagonizaran un acto de violencia animal al publicar en la cuenta de Instagram de Quero un video de Barreto ahorcando a un gato y lanzándolo por los aires (el gato salió con vida del maltrato), la polémica fue al que los jugadores fueron expulsados del club y llevados a atención psicológica. El equipo siguió con una serie de resultados negativos que terminarían sacándolo de toda posibilidad de llegar a la Liguilla. Después de culminar el Torneo, la directiva del equipo anuncia la desvinculación de Maldonado con el club, culminando así, la era Carlos Maldonado con el negriazul.

### Comienzo de la era Francesco Stifano
Tras confirmarse la salida de Carlos Maldonado, la búsqueda de un reemplazo no se hizo esperar y los acuerdos llegaron con celeridad. Justamente, asume Francesco Stifano, técnico responsable de sumarle una estrella más al escudo del Zamora FC, campeón del Torneo Apertura 2016, frente el Zulia FC, campeón del Torneo Clausura 2016, en la final del torneo nacional absoluto por un marcador global de 4-2.
Doblemente internacional en anteriores experiencias, con Zamora (Libertadores y Sudamericana) y Deportivo Táchira (segunda fase de Copa Libertadores), Stifano llega a Maracaibo con un equipaje cargado de entusiasmo y con un plan bien determinado, manejando gran intensidad en su fútbol, tanto para quitar la pelota presionando como para atacar con el acelerador pisado a fondo, lo cual, fue beneficioso para el grupo, en ese momento conformado por jugadores como Frank Feltscher, Josmar Zambrano, Brayan Palmezano, Dany Cure, entre otros, con los que pudo trabajar mediante automatismos para atacar más y con mayor eficiencia.
Proclamarse campeón de la Copa Venezuela 2018 frente al Aragua Fútbol Club, aseguró su participación en la Copa Sudamericana 2019, donde fueron protagonistas de una hazaña para el fútbol venezolano, llegar a instancias de cuartos de final en una competición internacional luego de vencer a Nacional Potosí, Club Deportivo Palestino y Sporting Cristal, con victorias locales en el Estadio José Encarnación Romero y valiosas actuaciones de visitante, terminando su participación al ser eliminados por Club Atlético Colón con victoria en Maracaibo y goleada en Argentina, con un global de 4-1.
Brayan Moya tuvo en el equipo una actuación brillante, al igual que Leo Morales, por lo cual, fueron incluidos en el 11 ideal de la Copa Sudamericana 2019 por la empresa Opta Sports.
Asimismo, en octubre de 2019, por "mutuo acuerdo", Stifano abandona las filas del equipo petrolero dejando números importantes para el club.

## Indumentaria

#### Titular
| 2015-16 | 2016-17 | 2017-2021 |

#### Alternativo
| 2015-16 | 2016-17 | 2017-2021 |

#### Tercero
| 2015-16 | 2017 |

### Proveedores
| Período     | Proveedor       |
| ----------- | --------------- |
| 2005 - 2009 | Ninguna         |
| 2009 - 2011 | Kasaka Sports   |
| 2011 - 2012 | Runic           |
| 2012 - 2013 | Kasaka Sports   |
| 2013 - 2014 | Dribling Sports |
| 2015        | Adidas          |
| 2015        | Uhlsport        |
| 2016        | Sport Jugados   |
| 2017 - 2021 | Uhlsport        |
| 2022        | RS              |

### Patrocinante
| Período     | Patrocinador                             |
| ----------- | ---------------------------------------- |
| 2005 - 2013 | Gobernación del Estado Zulia             |
| 2013 - 2017 | Gobernación Bolivariana del Estado Zulia |
| 2018 - 2022 | CAFA Group                               |

## Infraestructura

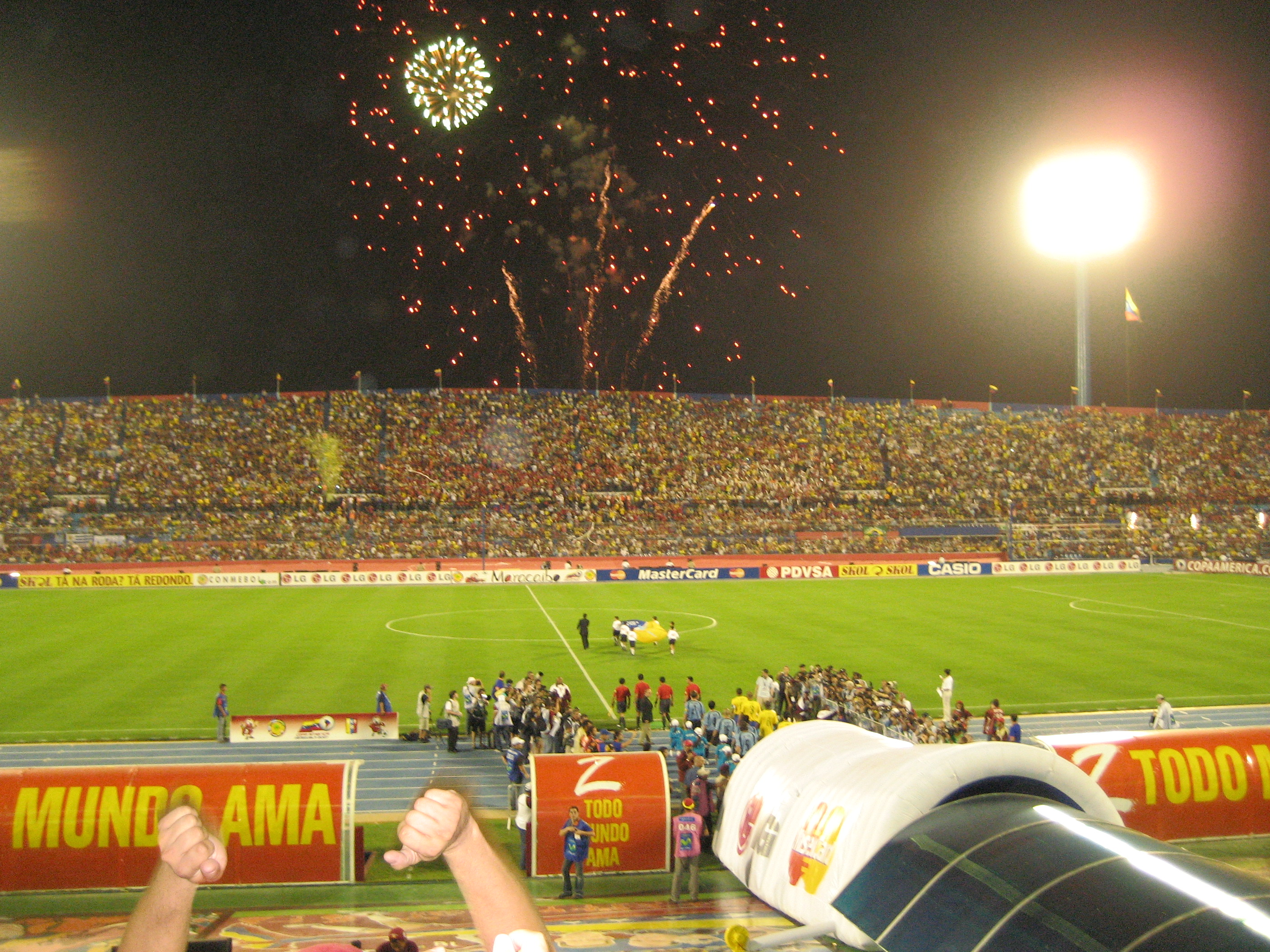
Estadio José Encarnación Romero

### Estadio
El Estadio José Encarnación Romero, ubicado en Maracaibo, capital del estado Zulia, es el estadio con mayor capacidad en esa región, siendo capaz de albergar a 45.000 espectadores. Este estadio en sus inicios tenía un aforo de 35.000 espectadores y poseía aparte de la pista de atletismo, una pista de ciclismo hecha de concreto requemado, con juntas a cada 2 o 3 metros de separación. Debido a la realización de la Copa América Venezuela 2007 se efectuó una remodelación eliminando la pista de ciclismo y construyendo una nueva tribuna en el lado izquierdo para darle una capacidad de 45 000 espectadores, para así poder albergar encuentros de fase de grupos y la final. Ahí el Zulia disputa sus encuentros de Primera División y en 2017 albergó partidos de en la Copa Libertadores 2017.

### Sede y Cancha Alterna
El Zulia Fútbol Club y la comunidad de la parroquia Caracciolo Parra Pérez cuentan con las instalaciones remozadas de la Sede Deportiva "Lino Alonso”, un espacio en el que se desarrolla el futuro deportivo de la región.
Actualmente, el equipo Élite del Zulia entrena a diario en la refaccionada sede deportiva de la institución, contando con una cancha, cuyo césped se acerca cada vez más al primer nivel.
Los fines de semana, las Categorías Menores hacen vida en sus competiciones oficiales (Liga FUTVE Junior) en este recinto, al igual que el equipo filial de Tercera División.
Las instalaciones, luego de su remodelación, además de contar con espacios deportivos y de servicios para que puedan efectuarse allí partidos oficiales del fútbol menor federado y regional, cuenta con el funcionamiento de una de las sedes administrativas del Zulia Fútbol Club.
El primer equipo empezó a utilizar su cancha alterna en la temporada 2021 de la Liga FUTVE, debido al mal estado del Estadio José Encarnación Romero, que no pudo ser remozado por cuestiones relacionadas con la pandemia de COVID-19 y otros motivos.

## Organigrama deportivo

### Primera Vuelta

#### Altas
| Jugador                | Posición      | Procedencia                 |
| ---------------------- | ------------- | --------------------------- |
| Edixson González       | Portero       | Mineros de Guayana          |
| Enio Di Filippo        | Portero       | Universidad de Long Island  |
| Adrián Montañez        | Defensa       | Dynamo Puerto FC            |
| Hensley Salas          | Defensa       | Dynamo Puerto FC            |
| Omar Cordoba           | Defensa       | Club Atlético Independiente |
| Abdiel Sealy           | Defensa       | Alianza FC                  |
| Ricardo Ávila          | Mediocampista | Veraguas CD                 |
| Daniel Vargas Campbell | Mediocampista | Alianza FC                  |
| Nestor Añez            | Mediocampista | Deportivo JBL               |
| Guido Rouse            | Delantero     | Club Atlético Independiente |
| Carlos Espinoza        | Delantero     | Gran Valencia FC            |

#### Bajas
| Jugador              | Posición      | Destino              | Tipo     |
| -------------------- | ------------- | -------------------- | -------- |
| José Rodriguez       | Portero       | Sin equipo           | Libre    |
| Ángel Faría          | Defensa       | Rayo Zuliano         | Libre    |
| Carlos Salazar       | Defensa       | Aragua FC            | Libre    |
| Darvis Rodríguez     | Defensa       | ACD Lara             | Libre    |
| Hector Bello         | Defensa       | Rayo Zuliano         | Libre    |
| Kevin Palacios       | Mediocampista | Sin equipo           | Libre    |
| Lucas Castro         | Mediocampista | Sin equipo           | Libre    |
| Victor Mejía         | Mediocampista | Atlético Bucaramanga | Libre    |
| Yanowsky Reyes       | Mediocampista | ACD Lara             | Préstamo |
| John Calero          | Delantero     | Sin equipo           | Libre    |
| "Patoncito" González | Delantero     | Rayo Zuliano         | Libre    |

### Segunda Vuelta

#### Altas
| Jugador        | Posición      | Procedencia |
| -------------- | ------------- | ----------- |
| Yanowsky Reyes | Mediocampista | ACD Lara    |

##### Bajas
| Jugador         | Posición      | Destino             | Tipo     |
| --------------- | ------------- | ------------------- | -------- |
| Andriu Millán   | Defensa       |                     | Libre    |
| Yanowsky Reyes  | Mediocampista | Academia Anzoátegui | Préstamo |
| Edwin Gallego   | Mediocampista | Academia Anzoátegui | Libre    |
| Carlos Espinoza | Delantero     | Sin equipo          | Libre    |
| Junior Paredes  | Delantero     | Atlético Morelia    |          |

## Distinciones Individuales

### Máximo Goleadores Históricos
| #   | Nombre             | Goles |
| --- | ------------------ | ----- |
| 1.º | Eder Hernández     | 29    |
| 2.º | Jefferson Savarino | 24    |
| 3.º | Manuel Arteaga     | 22    |
| 4.º | Frank Feltscher    | 21    |
| 5.º | Sergio Unrein      | 20    |

#### Goleadores en campeonatos nacionales
| Año                                   | Jugador          | Goles |
| ------------------------------------- | ---------------- | ----- |
| Segunda División de Venezuela 2007-08 | Philippe Estévez | 18    |
| Torneo de Adecuación 2015             | Manuel Arteaga   | 15    |
| Copa Venezuela 2016                   | Sergio Unrein    | 6     |
| Copa Venezuela 2018                   | Grenddy Perozo   | 3     |

## Entrenadores
| Entrenador                   | Período     |
| ---------------------------- | ----------- |
| Rodrigo Cosme                | 2005        |
| Ernesto de Souza             | 2005-2006   |
| José Alí Cañas               | 2006        |
| Alberto Valencia             | 2006-2009   |
| Alberto Valencia (Interino)  |             |
| Juan Cochesa                 | 2009        |
| Miguel Acosta Jr.            | 2010-2011   |
| Álex García King             | 2011-2012   |
| Alex de Alba                 | 2013        |
| Alberto Valencia             | 2013-2014   |
| Derwui Martínez              | '2014'      |
| Carlos García                | 2014        |
| José Nabollán                | 2014        |
| Carlos Horacio Moreno        | 2015        |
| Juan Domingo Tolisano        | 2016        |
| Cesar Marcano                | 2016        |
| Daniel Farías                | 2017        |
| Miguel Acosta Jr. (Interino) | 2017        |
| Carlos Fabián Maldonado      | 2017 - 2018 |
| Francesco Stifano            | 2018 - 2019 |
| Alexander Rondón             | 2019        |
| Álex García King             | 2020        |
| Frank Flores                 | 2021        |
| Henry Meléndez               | 2021-2022   |
| Francisco Perlo              | 2022        |
| Adolfo Monsalve              | 2022-       |

## Jugadores del Zulia convocados a la Selección Nacional

### Jugadores del Zulia convocados a la Selección Nacional
| N.º | Jugador            | Selección |
| 14  | Gabriel Benítez    | Venezuela |
| 13  | Brayan Moya        | Honduras  |
| 18  | Júnior Moreno      | Venezuela |
| 11  | Jefferson Savarino | Venezuela |
| 21  | Manuel Arteaga     | Venezuela |
| -   | Diego Meleán       | Venezuela |
| -   | Yohandry Orozco    | Venezuela |

### Jugadores del Zulia convocados a la Selección Nacional Sub-20
| N.º | Jugador            | Selección |
| 2   | Marco Gómez        | Venezuela |
| 18  | Brayan Palmezano   | Venezuela |
| 9   | Junior Paredes     | Venezuela |
| 13  | Jesús Paz          | Venezuela |
| 13  | Sandro Notaroberto | Venezuela |
| 18  | 'Luis Ruiz'        | Venezuela |
| 10  | Jefferson Savarino | Venezuela |
| 10  | Yohandry Orozco    | Venezuela |

### Jugadores del Zulia convocados a la Selección Nacional Sub-17
| N.º | Jugador          | Selección |
| 2   | Adrián Zambrano  | Venezuela |
| 5   | Marco Gómez      | Venezuela |
| 18  | Brayan Palmezano | Venezuela |
| 9   | Junior Paredes   | Venezuela |

### Jugadores del Zulia convocados a la Selección Nacional Sub-15
| N.º | Jugador        | Selección |
| -   | Álex Custodio  | Venezuela |
| -   | Lewuis Peña    | Venezuela |
| -   | Manuel Morales | Venezuela |

## Junta directiva
- Propietario: César Farías
- Presidente: Luis Farias
- Gerente Deportivo: Ernesto Vera
- Gerente de Operaciones e Infraestructura: Atilio Martínez
- Coordinador de Operaciones: Octavio González
- Jefe Programa de Desarrollo Juvenil: Reinaldo Cantillo
- Coordinadora Fútbol Femenino y menores: Yelitza Rodríguez
- Departamento de Comunicaciones y Medios: Daniela Palencia (Primera y Femenino) y Carlos Castro (Audiovisual)
- Jefe de Seguridad: Régulo Daal

## Datos del club
- Temporadas en 1.ª: 13
- Temporadas en 2.ª: 3
- Mejor puesto en la Liga: 4.º
- Peor puesto en la Liga: 17.º
- Mayor victoria como local:
  - Zulia FC 5-0 Atlético Turén (16 de febrero de 2008)
  - Zulia FC 5-0 Estudiantes de Mérida (2 de octubre de 2016)
  - Zulia FC 5-0 Metropolitanos FC (23 de septiembre de 2018)
  - Zulia FC 5-0 Deportivo Táchira (24 de abril de 2021)[3]
- Mayor victoria como visitante:
  - Universidad Centroccidental 1-8 Zulia FC (23 de febrero de 2008)
- Mayor derrota como local:
  - Zulia FC 1-5 Carabobo FC (13 de abril de 2017)
- Mayor derrota como visitante:
  - Deportivo Táchira 5-0 Zulia FC (20 de mayo de 2012)
  - Aragua FC 5-0 Zulia FC (10 de marzo de 2017)
- Mayor victoria como local en partidos internacionales:
  - Zulia FC 2-1  Palestino (22 de mayo de 2019)
- Mayor victoria como visitante en partidos internacionales:
  -  Nacional 0-1 Zulia FC (15 de marzo de 2017)
  -  Nacional Potosí 0-1 Zulia FC (19 de marzo de 2019)
  -  Palestino 0-1 Zulia FC (29 de mayo de 2019)
- Mayor derrota como local en partidos internacionales:
  - Zulia FC 1-2  Chapecoense (7 de marzo de 2017)
- Mayor derrota como visitante en partidos internacionales:
  -  Lanús 5-0 Zulia FC (19 de abril de 2017)
- Máximo goleador histórico:  Eder Hernández  (40 goles)
- Máximo goleador histórico en competencias internacionales:  Brayan Moya (4 goles)
- Mayor asistencia de público: 40.131 espectadores vs.  Chapecoense (7 de marzo de 2017)

## Competencias internacionales

### Participaciones
| Torneo                           | Ediciones |
| -------------------------------- | --------- |
| Copa Libertadores de América (1) | 2017      |
| Copa Sudamericana (1)            | 2019      |

### Estadísticas
| Torneo                       | Part. | PJ | PG | PE | PP | GF | GC | Dif. | Puntos |
| ---------------------------- | ----- | -- | -- | -- | -- | -- | -- | ---- | ------ |
| Copa Libertadores de América | 1     | 6  | 1  | 2  | 3  | 4  | 10 | -6   | 5      |
| Copa Sudamericana            | 1     | 8  | 5  | 0  | 3  | 8  | 9  | -1   | 15     |
| Total                        | 2     | 14 | 6  | 2  | 6  | 12 | 19 | -7   | 20     |

## Palmarés

### Torneos nacionales
Nota: Indicador del récord del torneo 
Torneos nacionales (5)
| Competición nacional                | Títulos    | Subcampeonatos |
| ----------------------------------- | ---------- | -------------- |
| Primera División de Venezuela (0/1) |            | 2016           |
| Torneo Clausura (1)                 | 2016       |                |
| Copa Venezuela (2)                  | 2016, 2018 |                |
| Segunda División de Venezuela (1)   | 2007-08    |                |
| Segunda División B de Venezuela (1) | 2006-07    |                |

- Torneo Aspirantes (1): 2005-06
- Liga Nacional de Fútbol Femenino (1): 2006-07

### Torneos Filiales
- Sub-20: Serie Nacional de Filiales de Primera División 2014
- Sub-15: Copa Coca-Cola 2015
- Sub-14: Torneo Nacional Interclubes 2014-2015
- Sub-12: Torneo AFEZ 2017

## Equipos Filiales

### Zulia FC "B"
El Zulia Fútbol Club "B" fue fundado en el 2015 durante la presentación del equipo para el Torneo Adecuación 2015 el presidente del club César Farías anuncio la creación del filial, actualmente milita en la Tercera División de Venezuela, con aspiraciones de ascender.
En su primer partido disputado en el Estadio La Rotaria de Maracaibo con 2-0 derrota contra Casa D'Italia de Maracaibo, luego en la segunda fecha también caerían contra UD Lara 2-1 en el estadio Farid Richa de Barquisimeto, en la tercera fecha obtuvieron su primera victoria en el Estadio José Encarnación Romero con gol del defensa Jesús Farías.

### Zulia FC femenino
El Zulia Fútbol Club (femenino) es un equipo de fútbol profesional Venezolano a nivel femenino y actualmente participa en la Superliga de Fútbol Femenino de Venezuela, liga equivalente a la máxima división del fútbol femenino en Venezuela.

### Zulia FC eSports
El 21 de diciembre de 2017, se anuncia la entrada al mundo del eSports anunciando al primer fichaje "gamer" del fútbol venezolano, Robnel Lovera, jugador profesional de FIFA.